# Marie-Christine Dalloz
Pour les articles homonymes, voir Dalloz (homonymie).
Marie-Christine Dalloz, née le 10 janvier 1958 à Saint-Claude (Jura), est une femme politique française.
Membre des Républicains, elle est députée de la 2e circonscription du Jura depuis 2007 (avec une brève interruption en 2025), et conseillère départementale du Jura depuis 2015.

## Parcours professionnel
Employée de banque pendant dix ans, elle devient en 1991 conseillère en gestion de patrimoine puis en 2001 gérante d'une société de formation-conseil.

## Parcours politique
Elle est maire de Martigna de 1995 à 2008. Elle est élue au conseil général du Jura en 2001 et en est la vice-présidente de 2004 à 2008.
Marie-Christine Dalloz est élue députée le 17 juin 2007, pour la XIIIe législature (2007-2012), dans la 2e circonscription du Jura, en battant, au second tour, Yves Garnier (UMP) avec 65,39 % des suffrages. Elle succède ainsi à Jean Charroppin (UMP) qui ne se représentait pas.
Elle est réélue députée au terme des élections législatives de 2012.
Le 21 janvier 2015, elle est nommée, par le nouveau président de l'UMP Nicolas Sarkozy, secrétaire nationale thématique à la fiscalité.
Elle soutient Nicolas Sarkozy pour la primaire présidentielle des Républicains de 2016.
En 2017, Marie-Christine Dalloz est réélue députée avec 57,17 % des suffrages (13 063 voix) devant la candidate Anne Prost-Grosjean de La République en marche.
Elle est réélue lors des élections législatives de 2022, avec 62,10 % des voix, face à la candidate communiste de la NUPES Évelyne Ternant.
À la suite de la dissolution de l'Assemblée nationale le 9 juin 2024, elle est à nouveau candidate aux législatives. Elle est réélue le 7 juillet 2024. Le scrutin ayant mené à son élection avec pour suppléante Éloïse Schneider est cependant annulé par le Conseil constitutionnel le 13 février 2025 car Évelyne Ternant, qui s'était retirée de la triangulaire du second tour, a déposé un recours en raison de la représentation du RN par un candidat inéligible, sous curatelle renforcée. La députée historique de la circonscription se porte cependant rapidement candidate (avec la même suppléante) au scrutin partiel des 30 mars et 6 avril 2025, tout comme son adversaire du Nouveau Front populaire. Elle se trouve largement en tête à l'issue du premier tour et conserve son siège lors du second, obtenant 73,76 % des suffrages exprimés face au nouveau candidat du RN, soit davantage que l'année précédente.

## Prises de position
Fin octobre 2017, elle relaie à l'Assemblée nationale, avec des députés LR, un amendement portant sur la fiscalité des entrepôts et fourni par le Medef et la Confédération des petites et moyennes entreprises,.

## Situation personnelle
Marie-Christine Dalloz a grandi dans une famille rurale et paysanne.

## Mandats et fonctions occupées
- du 20 juin 2007 au 13 février 2025 et depuis le 7 avril 2025 : députée de la 2e circonscription du Jura
- depuis le 2 avril 2015 : conseillère départementale du Canton de Moirans-en-Montagne
- 17 avril 2001 - 27 mars 2011 : conseillère générale du Jura (vice-présidente du conseil général de 2004 à 2008) pour le canton de Moirans-en-Montagne. Elle est battue le 27 mars 2011 par Jean Burdeyron.
- 18 juin 1995 - 16 mars 2008 : maire de Martigna